# Князькин, Юрий Михайлович
Юрий Михайлович Князькин (8 января 1936, Чита, Восточно-Сибирский край — 29 января 2017, Железногорск, Красноярский край) — советский и российский учёный, инженер-конструктор, автор множества трудов и изобретений в области систем автоматической управления и обработки информации, доктор технических наук, профессор, академик РАЕН, а также дважды Лауреат Государственной премии (1981 и 2003 гг.).

## Биография
Юрий Михайлович Князькин — один из основателей космонавтики в Сибири.
Родился в Забайкалье, в Чите 1936 году. Учиться поехал в Москву, поступил в МАИ, где познакомился с будущей супругой — Людмилой Андреевной Василенко. Вместе с ней после института по распределению попал в закрытый город Красноярск-26, в формировавшийся тогда же в 1959 году НПО ПМ (позже — Информационные спутниковые системы). Его имя находится в первом списке приема на работу предприятия. Прошёл трудовой путь от инженера до заместителя генерального конструктора.
Много лет работал под руководством Михаила Федоровича Решетнева, принимал участие в разработке и пуске Космос-3М (11к65), про что впоследствии был снят документальный фильм «18 августа».
Стал инициатором создания первого в стране гражданского центра управления полетами в Красноярске-26.

## Семья
Жена: Людмила Андреевна Князькина (Василенко) (1935 г.р.)
Дети: Князькина Марина (1959 г.р.), Князькин Михаил (1964 г.р)

## Интересные факты
- Учился в одном классе с будущим актёром и художественным руководителем Малого театра — Юрием Мефодьевичем Соломиным, с которым дружил всю жизнь.[7]
- В честь Юрия Михайловича названа звезда девятой величины в созвездии Козерога.[источник не указан 729 дней]